# 梅特勒 (加利福尼亞州)
梅特勒（英語：Mettler）是位於美國加利福尼亞州克恩縣的一個人口普查指定地區。

## 地理
梅特勒的座標為35°03′50″N 118°58′12″W / 35.06389°N 118.97000°W，而該地最高點為海拔高度165米（即541英尺）。

## 人口
根據2010年美國人口普查的數據，梅特勒的面積為0.603平方千米，當中陸地面積為0.603平方千米，而水域面積為0.000平方千米。當地共有人口136人，而人口密度為每平方千米225人。